# Estrangin - Préfecture
Estrangin - Préfecture è una stazione della linea 1 della metropolitana di Marsiglia. È situata sotto 	Place Estrangin-Pastré, nel VI arrondissement di Marsiglia. 

## Storia
La stazione è stata aperta al traffico l'11 marzo 1978 con l'inaugurazione del secondo troncone della linea 1.

## Interscambi
Nelle vicinanze della stazione effettuano fermata diverse linee di autobus urbani ed interurbani.
- Fermata autobus